# Soulgé-sur-Ouette
Soulgé-sur-Ouette é uma comuna francesa na região administrativa da Pays de la Loire, no departamento de Mayenne. Estende-se por uma área de 22,94 km². Em 2010 a comuna tinha 1 119 habitantes (densidade: 48,8 hab./km²).